# Лопес де Гомара, Франсиско
Франси́ско Ло́пес де Го́мара (исп. Francisco López de Gómara, 1511?, Гомара, Сория — 1566?, Севилья?) — испанский священник, гуманист, историограф Конкисты. Никогда не был в Новом Свете, однако его работы отличаются высокой информативностью. Гомара был духовником Кортеса и лично знал многих участников завоевания Мексики. Его работы вдохновили Берналя Диаса.

## Биография
Сведений о жизни де Гомара сохранилось мало. Родился между 1510 и 1511 годами, окончил университет в Алькала. После рукоположения в священники, около 1540 года совершил поездку в Рим, после возвращения был приглашён к Кортесу в качестве духовника. Сопровождал Кортеса в походе на Алжир. После кончины Кортеса служил священником в Вальядолиде, но около 1556 или 1557 года был уволен с духовной службы, и поселился в Севилье, где, видимо, и скончался.
На основе сведений, сообщённых ему Кортесом и другими конкистадорами, в 1550-е годы Лопес де Гомара закончил своё главное сочинение: «Первая и вторая части всеобщей истории Индий, с описанием всех открытий и примечательных вещей, которые произошли вплоть до 1551 года. С описанием завоевания Мехико в Новой Испании» (исп. Primera y segunda parte de la Historia General de las Indias con todo el descubrimiento y cosas notables que han acaecido dende que se ganaron hasta el año de 1551. Con la conquista de México de la Nueva España).

## «Всеобщая история Индий»
Книга впервые была издана в 1552 году в Сарагосе. Книга отличалась выдающимися литературными достоинствами и была чрезвычайно популярна: быстро была переведена на итальянский (1560) и французский языки (1578), а в XVII веке Доминго Франсиско Чимальпаин перевёл книгу на науатль.
Трактат состоял из двух частей: в первой, посвящённой королю Карлу V, описывались географические открытия испанцев, а также завоевание Антильских островов, Перу и Чили, экспедиция Магеллана. Вторая часть описывала покорение Мексики, и снабжена посвящением «Блистательному дону Мартину Кортесу, маркизу дель Валье де Оахака», сыну завоевателя. Трактат Гомара содержал уникальные сведения, поэтому использовался многими авторами, в частности, Инкой Гарсиласо де ла Вега.
Работу критиковали ещё при жизни автора, а труд Берналя Диаса был написан как опровержение трактата Гомара. Король Филипп II 17 ноября 1553 года отдал приказ изъять из продажи все экземпляры этого труда, и наложил штраф на все типографии, осмеливавшиеся переиздавать труд де Гомара. Запрещение было снято только в 1727 году, когда труд Гомара был переиздан в антологии Андреаса Гонсалеса Мартиаля Coleccion de historiadores primitivos de las Indias Occidentales.
Прочие работы Гомара при жизни не издавались.
В 1749 году труд Гомара был издан во втором томе «Historiadores primitivos de las Indias Occidentales» Андреса де Барсиа.
В 1826 году в Мехико вышел обратный перевод труда Гомара с науатль, под названием «Historia de las conquistas de Hernando Cortés». Переводчик был ошибочно принят за автора.
Отрывки из первой части под названием «Historia de la Conquista del Perú» издавались в Барселоне в 1852 и 1854 годах.
Полный текст Гомара в Мексике был издан только в 1943 году под редакцией Педро Робредо. Он был озаглавлен «Historia de las Indias y Conquista de México» («История Индий и завоевания Мексики»). Это издание было повторено в 1988 году.
В Испании труд Гомара переиздавался также в 1954 году.

## Труды де Гомара
- Historia general de las Indias
- Historia de la conquista de México
- Crónica de los Barbarrojas
- Anales de Carlos V
- Vida de Hernán Cortés

## Издания и ссылки
- López de Gómara. Facsímil de su Historia General, Edición de Martín Nucio, Amberes, 1554
- López de Gómara. Facsímil de su Historia anotada por el Inca Garcilaso, Edición de Zaragoza, 1555
- López de Gómara en la Biblioteca Virtual Miguel de Cervantes.

- Эта статья (раздел) содержит текст, взятый (переведённый) из одиннадцатого издания «Британской энциклопедии», перешедшего в общественное достояние.